# Pista Mario Parri
La pista Mario Parri è una pista di pattinaggio situata a Grosseto, presso il centro sportivo di via Mercurio.

## Storia
La pista, inizialmente non coperta, venne costruita negli anni ottanta come parte integrante del centro sportivo della costruenda zona residenziale Verde Maremma nel quartiere Barbanella, comprensivo anche di palazzetto dello sport, area ristoro e due campi da calcetto.
La copertura della pista è stata effettuata nel 2014 e la struttura ha ospitato le partite casalinghe del Circolo Pattinatori Grosseto per la stagione 2015-2016 della Serie B di hockey. Nel gennaio 2017 la società sportiva ha trasferito l'attività sulla pista di via Leoncavallo all'Alberino, per poi tornare nell'impianto di Barbanella dal 2019. In seguito alla promozione in massima serie, dalla stagione 2020-2021 la pista ospita le gare della Serie A1.
Il 18 dicembre 2021 la pista è stata intitolata a Mario Parri (1925–2001), fondatore del CP Grosseto.